# Charles Chapman (Politiker, 1752)
Charles Chapman (* 23. November 1752; † 19. März 1809) war ein Handelsagent, Diplomat und Administrator der East India Company. Bekannt ist er vor allem für die von ihm geleitete diplomatische Erkundungsmission nach Vietnam im Jahr 1778. Nach seiner Rückkehr aus Indien wurde er Mitglied des britischen Unterhauses.

## Leben

### Herkunft und Ausbildung
Er war der gleichnamige Sohn des Colonel Charles Chapman aus Bathwick, einem Vorort von Bath in Somerset. Der Vater hatte als Offizier in der Armee der britischen Ostindien-Kompagnie Karriere gemacht und 1773/1774 sogar kurzzeitig als Oberbefehlshaber aller britischen Truppen in Indien amtiert. Durch Glücksspiel verlor er jedoch sein Vermögen und wurde daraufhin zum Rücktritt gezwungen.
Charles Chapman junior begann eine zivile Karriere bei der Ostindien-Kompagnie. Nach dem obligatorischen Besuch der kaufmännischen Akademie in Hoxton bei London ging er 1773 nach Indien. Er war zunächst Schreiber (writer) in Bombay, wechselte dann aber nach Kalkutta in Bengalen, wo er Privatsekretär von Generalgouverneur Warren Hastings wurde. Chapman wurde ein enger Vertrauter und loyaler Unterstützer des Generalgouverneurs, im Gegenzug förderte dieser seine weitere Karriere.

### Diplomatische Mission nach Vietnam
Anfang Februar 1778 trafen an Bord eines britischen Handelsschiffs ein portugiesischer Missionar und zwei Vietnamesen in Bengalen ein. Diese waren Würdenträger des Nguyễn-Fürstenhauses und vor der Tây-Sơn-Rebellion aus ihrer Heimat geflohen. In Vietnam herrschte zu dieser Zeit ein Drei-Parteien-Bürgerkrieg zwischen den Nguyễn, den Trịnh und den Tây Sơn. Die beiden Vietnamesen suchten nun nach Unterstützung oder zumindest nach einem Schiff, das sie in einen Teil Vietnams zurückbrachte, der noch unter der Herrschaft der Nguyễn stand.
Die Briten hatten nach einer Reihe von Misserfolgen in Südostasien zunächst wenig Interesse an der Angelegenheit. Erst als sich auch der französische Verwalter von Chandernagor (Französisch-Indien) einschaltete und den Vietnamesen militärische Unterstützung anbot, wurde Generalgouverneur Hastings angesichts der Konkurrenz aktiv.
Der zum Faktorist (factor) beförderte Chapman erhielt folglich den Auftrag, die beiden vietnamesischen Würdenträger zurück in ihre Heimat zu bringen und dort mit dem Nguyễn-Fürstenhaus über die Aufnahme von diplomatischen und wirtschaftlichen Beziehungen sowie die mögliche Errichtung eines Handelsstützpunktes (als Zwischenstation für die Route nach China) zu verhandeln. Für die Unternehmung wurden ihm zwei Schiffe zur Verfügung gestellt, die Schnau Amazon unter dem Kommando von Kapitän Maclennan sowie das kleinere Begleitschiff Jenny.
Am 16. April 1778 stach die Expedition in Kalkutta in See. Einige Wochen später, während der Fahrt durch die Straße von Malakka, starb einer der beiden Vietnamesen an Bord. Nach kurzen Zwischenaufenthalten in Malakka und Terengganu erreichte man Ende Juni die Südspitze Vietnams. Hier erfuhr Chapman, dass inzwischen nahezu die gesamte Nguyễn-Fürstenfamilie von den Tây Sơn massakriert worden war, lediglich der junge Prinz Nguyễn Phúc Ánh hatte überlebt und leistete weiterhin Widerstand. Da unklar war, welche Gebiete noch unter Nguyễn-Kontrolle standen, und die schweren britischen Schiffe nicht in das flache Mekong- oder Đồng-Nai-Delta einfahren konnten, beschloss Chapman stattdessen nach Quy Nhơn zu segeln, dem Zentrum der Tây-Sơn-Rebellion. Dort traf man am 13. Juli ein und wurde von den Tây-Sơn-Anhängern freundlich empfangen. Die Anwesenheit des Nguyễn-Würdenträgers an Bord wurde von den Briten verheimlicht.
Eine gute Woche später erhielt Chapman eine Audienz bei König Nguyễn Nhạc, dem Anführer der Tây Sơn, in dessen nahegelegener Residenz Chà Bàn. Trotz einiger anfänglicher protokollarischer Verstimmungen verlief die Begegnung in freundschaftlicher Atmosphäre. König Nguyễn Nhạc erklärte sich bereit, britische Händler gegen Bezahlung in seinen Häfen Handel treiben zu lassen. Im Gegenzug fragte er nach britischer Militärunterstützung im Kampf gegen seine Feinde, die Trịnh im Norden und die Nguyễn und Khmer im Süden. Chapman erklärte, dies mit dem Generalgouverneur in Indien besprechen zu wollen. Tatsächlich war er aber von einem baldigen Zusammenbruch der Tây-Sơn-Rebellion überzeugt und maß daher der ganzen Audienz wenig Bedeutung bei.

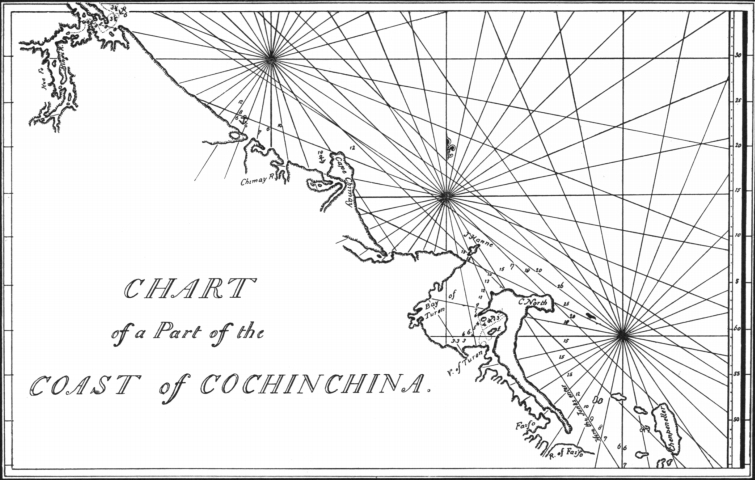
Karte der Küste von Cochinchina zwischen Faifo (Hội An) im Süden und Huế im Norden (heutiges Zentralvietnam). Gut zu erkennen sind die Bucht von Tourane (Đà Nẵng, unterhalb der Kartenmitte) und der Parfümfluss (am oberen Kartenrand). Darstellung aus Chapmans Reisebericht.

Am 28. Juli verließen die britischen Schiffe Quy Nhơn und segelten nach Norden in den Naturhafen von Tourane (Đà Nẵng), wo man am 2. August ankam. Von dort aus begab sich Chapman am 13. August mit einem kleinen Boot in das nahegelegene einstige Handelszentrum Faifo (Hội An), das ebenfalls unter Kontrolle der Tây Sơn stand, nach den jüngsten Kämpfen und Plünderungen aber in Ruinen lag. Bei seiner Rückkehr nach Tourane traf er auf einen portugiesischen Händler, der ihm eine Einladung des Trịnh-Statthalters in Huế überbrachte. Huế war die ehemalige Hauptstadt der Nguyễn, war jedoch drei Jahre zuvor von den Trịnh eingenommen worden. Chapman beschloss, die Einladung anzunehmen, und reiste am 18. August mit der Jenny weiter Richtung Norden. Die größere Amazon blieb zurück, da Kapitän Maclennan schwer krank war und das Schiff aufgrund seines Tiefgangs auch nicht in den Parfümfluss – an dessen Ufer Huế lag – einfahren konnte.
Dank der Unterstützung einiger einheimischer Lotsen gelang der Jenny die Einfahrt in den Fluss. In der Stadt angekommen wurden die Briten vom Trịnh-Statthalter freundlich empfangen. Chapman und seine Begleiter blieben für etwa drei Monate in der Stadt. Der bisher mitgereiste Nguyễn-Würdenträger kannte Freunde in der Region und verließ daher von den Trịnh unerkannt das Schiff. Am 30. September traf die zuvor zurückgebliebene Amazon nahe der Mündung des Parfümflusses ein. Kapitän Maclennan hoffte in Huế eine bessere medizinische Behandlung zu finden, starb aber bereits zwei Tage später. Chapman organisierte die Beerdigung auf dem portugiesischen Friedhof einige Meilen außerhalb der Stadt.
Im Oktober und frühen November kam es immer mehr zu Spannungen zwischen den Briten und dem örtlichen Trịnh-Militärbefehlshaber. Am 7. November erhielt Chapman von seinem ehemaligen Passagier, dem Nguyễn-Würdenträger, die Warnung, dass die Trịnh einen Verrat planten. Die Briten und ihre portugiesischen und asiatischen Unterstützer – gut dreißig Personen – zogen sich daraufhin auf die Jenny zurück, die im Parfümfluss vor Anker lag. Das Schiff saß jedoch aufgrund des niedrigen Wasserstandes und des durch die gefährliche Brandung schwer zu befahrenden Mündungsbereichs im Fluss fest. Die Situation eskalierte schließlich, als Trịnh-Soldaten am 14. November versuchten, das britische Schiff zu entern. Es kam zu einem Gefecht, bei dem die Briten mehrere Ruderschiffe der Vietnamesen mittels Handgranaten versenkten. Am 24. November begannen die Trịnh Geschütze aufzubauen und damit das britische Schiff unter Beschuss zu nehmen. Ein kleines Beiboot konnte erfolgreich zur Amazon vor der Flussmündung durchdringen und kehrte mit einigen zusätzlichen Männern und Waffen zurück. In der kommenden Nacht wurde die Jenny jedoch vom Sturm losgerissen und auf eine Sandbank getrieben, wobei zwei Besatzungsmitglieder verloren gingen. Am 26. November wurde das Schiff von einem Trịnh-Geschütz ernsthaft getroffen und ein Brite getötet. Die Amazon tauchte am Horizont auf, musste ihren Versuch, in den Fluss einzufahren, jedoch aufgeben. Am 29. November sah Chapman sich gezwungen, auf der durch den anhaltenden Beschuss inzwischen schwer beschädigten Jenny eine weiße Flagge zu hissen. Gegen Abend drehte aber glücklicherweise der Wind, woraufhin die Briten im Schutz der Nacht den Ausbruch wagten. Es gelang ihnen, auf das offene Meer hinauszufahren, wo sie von der Amazon erwartet wurden, und anschließend nach Tourane zurückzukehren. Hier schlugen die örtlichen Tây-Sơn-Befehlshaber einen gemeinsamen Angriff auf die Trịnh vor, worauf Chapman aber nicht einging. Nach etwa zwei Wochen der Reparatur verließen die beiden britischen Schiffe am 18. Dezember die Bucht von Tourane und segelten, da inzwischen die stürmischen winterlichen Nordwinde vorherrschten, endgültig nach Süden. Ein Versuch nach Saigon zu gelangen scheiterte, so dass die Briten die Heimfahrt antraten. Am 1. Januar 1779 erreichte man Malakka, am 16. Februar Kalkutta.
Dort angekommen verfasste Chapman einen Bericht („Narrative of a Voyage to Cochin China in 1778“), in dem er einerseits überschwänglich die wirtschaftlichen Möglichkeiten Vietnams anpries, andererseits aber auch das Bild eines instabilen, vom Bürgerkrieg ausgeplünderten Landes zeichnete. Frankreich war inzwischen aufseiten der Kolonisten in den Amerikanischen Unabhängigkeitskrieg eingetreten, woraufhin britische Truppen die französischen Stützpunkte in Indien besetzt hatten. Da nun keine Gefahr mehr bestand, dass die Franzosen den Briten zuvorkommen könnten, sah die Führung der East India Company keinen Anlass, in Vietnam aktiv zu werden. Chapmans Reise blieb somit folgenlos.
Erst 1793 sollten mit der Macartney-Mission wieder britische Gesandte in Vietnam eintreffen. Die Briten waren jedoch nur auf der Durchreise zum chinesischen Kaiserhof und widmeten daher den Vorschlägen der Tây-Sơn-Regierung wenig Aufmerksamkeit. Nach dem Untergang der Tây Sơn bemühte sich schließlich der Company-Vertreter John William Roberts in den Jahren 1803 und 1804 beim neuen Nguyễn-Kaiser um Handelsrechte, wurde jedoch abwiesen, da dieser nun keine ausländische Unterstützung mehr nötig hatte.

### Weitere Karriere in Indien
Chapman wurde 1781 von Generalgouverneur Hastings zum Junior-Kaufmann (junior merchant) befördert und als Gesandter (agent) der Company ins zentralindische Nagpur entsandt. Der hier residierende Raja aus der Bhonsle-Dynastie beherrschte nicht nur den Fürstenstaat Nagpur, sondern auch große Teile der benachbarten Provinz Berar, wegen der er mit dem Herrscher von Hyderabad im Krieg lag. Chapman zeichnete sich auf dieser als schwierig geltenden Position aus und qualifizierte sich somit für weitere Aufgaben.
1783 wurde er der britische Verwalter von Bhagalpur in Bihar. Hier freundete er sich mit dem Orientalisten und Richter Sir William Jones an und wurde im Januar 1784 Gründungsmitglied von dessen Asiatic Society. Wenige Wochen später heiratete er in Kalkutta seine Verlobte Mary Williams.
1785 wurde Chapman zum Senior-Kaufmann (senior merchant), dem höchsten regulären zivilen Dienstgrad, ernannt. Sein Förderer Hastings legte wenig später im Streit mit der britischen Regierung das Amt des Generalgouverneurs nieder, empfahl Chapman aber in einem Schreiben an seinen Nachfolger Lord Cornwallis. Chapman wurde somit 1786 Mitglied des neugeschaffenen Board of Revenue, der wichtigsten Verwaltungsinstanz der Company in Indien.
Die Jahre 1787 bis 1789 verbrachten Chapman und seine Frau im Heimaturlaub (furlough) in England. Hier musste er miterleben, wie Hastings wegen Machtmissbrauchs angeklagt wurde. Der Prozess zog sich bis 1795 hin, in dieser Zeit vertrat Chapman Hastings Interessen in Indien.
1794 übernahm Chapman die Leitung des Salzhandels in Hijli in Bengalen. Im Jahr 1800 wechselte er ins nordindische Jaunpur. 1801 beendete er seine Karriere in Indien und kehrte nach England zurück. Im Dienst der Company hatte er ein Vermögen gemacht, schätzungsweise besaß er nun 70.000 Pfund (in heutiger Kaufkraft rund 5.680.000 Pfund).

### Mitglied des Parlaments
In England erwarb Chapman einen Landsitz in Bathford und investierte in Aktien der East India Company. Auch beschloss er, politisch tätig zu werden, weshalb er von Sir John Barrington einen der beiden Parlamentssitze des Wahlkreises Newtown (Isle of Wight) kaufte. Dabei handelte es sich um einen sogenannten Pocket Borough, in dem lediglich einige wenige Grundbesitzer das Wahlrecht ausüben konnten, was es ermöglichte, die Parlamentssitze im Voraus an den Meistbietenden zu verkaufen.
Im Juli 1802 zog Chapman wie erwartet in das House of Commons ein. Hier beschäftigte er sich hauptsächlich mit der Kolonialpolitik. Bei Abstimmungen stand er teils auf Seiten der Tory-Regierung (unter den Premierministern Addington und später Pitt), teils auf Seiten der Whig-Opposition (unter Oppositionsführer Fox, trotz dessen Feindschaft mit Hastings).
Wie einst sein Vater verbrachte er jedoch die meiste Zeit beim Glücksspiel, was ihm einen Großteil seines Vermögens kostete und seine Reputation völlig ruinierte. Im Mai 1805 trat er schließlich von seinem Parlamentssitz zurück; James Paull rückte nach. Chapmans alter Unterstützer Hastings machte ihm Vorwürfe und drängte ihn das Glücksspiel aufzugeben, doch vergeblich. 1808 verlor er in einer einzigen Nacht 5000 Pfund.
Chapman starb am 19. März 1809. Seiner Frau und seinen Kindern verblieb nur ein kleiner Bruchteil seines einst stattlichen Vermögens.